# トリ県
トリ県（トリけん）は、中華人民共和国新疆ウイグル自治区イリ・カザフ自治州タルバガタイ地区に位置する県。

## 行政区画
3鎮、4郷を管轄：
- 鎮：トリ鎮（託里鎮）、テョミュルタム鎮（テミルタム鎮、鉄廠溝鎮）、ウト鎮（ウトゥ鎮、廟爾溝鎮）
- 郷：ドラティ郷（ドラトゥ郷、多拉特郷）、ヨシェティ郷（ヨルショリト郷、烏雪特郷）、キュプ郷（庫普郷）、アクベルデウ郷（阿克別里斗郷）